# Allopachria jendeki
Allopachria jendeki är en skalbaggsart som beskrevs av Wewalka 2000. Allopachria jendeki ingår i släktet Allopachria och familjen dykare. Inga underarter finns listade i Catalogue of Life.